# Departamentul de Poliție al orașului New York

New York City Police Department (NYPD), oficial City of New York Police Department,, este agenția principală de aplicare a legii și investigare din cadrul orașului New York. Înființată la 23 mai 1845, NYPD este unul dintre cele mai vechi departamente de poliție din Statele Unite și este cea mai mare forță de poliție din Statele Unite. Sediul central al orașului NYPD se află la 1 Police Plaza, situat pe Park Row din Lower Manhattan, peste strada de Primărie. Misiunea departamentului este de a „aplica legile, de a păstra pacea, de a reduce frica și de a asigura un mediu sigur”. Regulamentele NYPD sunt întocmite în titlul 38 din Regulile orașului New York. New York City Transit Police și New York City Housing Authority Police Department au fost complet integrate în NYPD în 1995 de către primarul orașului New York, Rudy Giuliani.

## Legături externe
Materiale media legate de New York City Police Department la Wikimedia Commons
- Site web oficial
- Police Department in the Rules of the City of New York
- Departamentul de Poliție al orașului New York — știri și comentarii colectate la The New York Times
- Google Maps – Map of NYC Law Enforcement Line of Duty Deaths (Hartă). Cartografie realizată de Google, Inc. Google Inc. Accesat în {{{accessdate}}}. Verificați datele pentru: |access-date= (ajutor)
- "With the Sky Police", Popular Mechanics, January 1932 article about the NY City Police Air Force and the Keystone-Loening Commuter in service at that time, photos pp. 26–30
- NYPD Annual Reports 1912–1923 (digitized books) from the Lloyd Sealy Library on the Internet Archive
- Historical images from the NYPD Annual Reports, 1923–23 from the Lloyd Sealy Library Digital Collections